# صمدلو
صمدلو یک روستا در ایران است که در دهستان آزادلو واقع شده‌است. صمدلو ۱۴۸ نفر جمعیت دارد.